# 海德公园 (芝加哥)
海德公园（英語：Hyde Park），俗称海德园，是位于美国芝加哥南部的近邻社区，也是芝加哥大学校区所在地。该社区毗邻密歇根湖，北距市中心卢普区约11公里，通过湖滨公路连结。该区域人口25,681（2010年）。
美国前总统贝拉克·奥巴马的私人住宅即位于海德公园。该区域其它景点还包括罗比之家、科学工业博物馆、洛克菲勒礼拜堂等。